# Bîkivnea

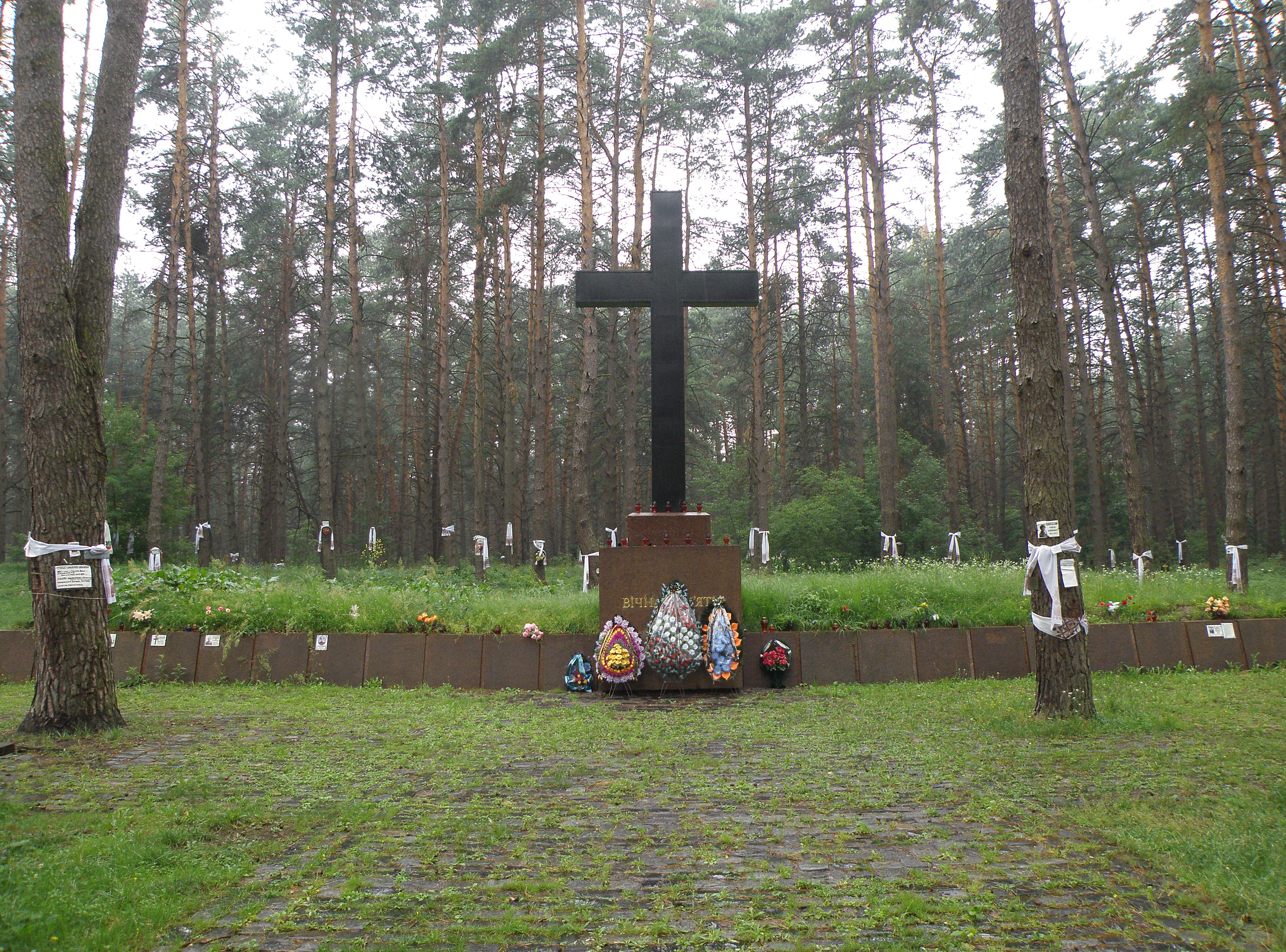
Monumentul central din Bîkivnea

Bîkivnea (în ucraineană Биківня, transliterat: Bîkivnea, rusă Быковня, transliterat: Bîkovnea, poloneză Bykownia) este o pădure la marginea orașului Kiev. Aici se găsesc rămășițele pământești a peste 130.000 de oameni uciși în perioada stalinismului. Mormintele au fost descoperite de către o echipă de arheologi polonezi condusă de Andrzej Kola la sfârșitul lunii iulie 2006. Acesta a găsit mai mult de 5000 de soldați care purtau uniforme ale armatei poloneze. Nominal au putut fi identificați doar 9 dintre cei uciși. Lângă aceștia s-au găsit și rămășițele a circa 300 de soldați italieni care au fost împușcați acolo. Tot în zonă au fost deshumate trupurile a mii de soldați sovietici care dezertaseră în 1941 și care au fost lichidați de NKVD. Pe 21 septembrie 2012 a fost inaugurat în prezența președinților Poloniei și Ucrainei un mausoleu dedicat victimelor terorii comuniste.